# أيتريه (آن)
أيتريه (بالفرنسية: Étrez) هي إحدى بلديات محافظة آن (Ain) في فرنسا. رمز إنسي لها هو:1154. أما الرمز البريدي لها فهو: 1340.